# Hipertensión esencial

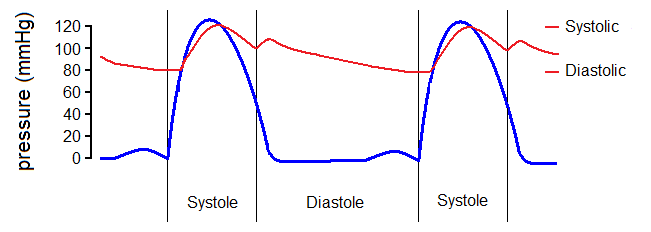
La variación de presión en ventrículo izquierdo (línea azul) y la aorta (línea roja) a lo largo de dos ciclos cardiacos ("latidos del corazón"), mostrando la definición de presión diastólica y sistólica.

La Hipertensión esencial (denominado también hipertensión primaria o hipertensión idiopática) es la definición de una hipertensión que surge sin causa específica identificable. La hipertensión secundaria, por el contrario, es una hipertensión de causa conocida. Este tipo de hipertensión sin causa específica conocida afecta al diez por ciento de la población mundial, y se considera que es responsable del ochenta por ciento de los casos clínicos. Otros autores mencionan porcentajes superiores en torno al 95% de la población, apuntando en sus estudios a condiciones e interacciones ambientales  y factores genéticos. La prevalencia de la hipertensión esencial se ve incrementada con la edad de los pacientes, e individuos con relativamente alta presión arterial a edades jóvenes tienen un alto riesgo de desarrollar hipertensión a edades más maduras. Puede evolucionar lentamente a una hipertensión con la edad (denominada hipertensión benigna, término actualmente en proceso de desuso), o rápidamente (hipertensión maligna). Afecta con mayor proporción a las mujeres que a los hombres.

## Historia
El reconocimiento de la hipertensión primaria o esencial se le atribuye a la obra de Huchard, Vonbasch y Albutt. Observaciones por Janeway y Walhard llevaron a demostrar el daño de un órgano blanco, el cual calificó a la hipertensión como el «asesino silencioso». Los conceptos de la renina, la angiotensina y aldosterona fueron demostrados por varios investigadores a finales del siglo XIX y principios del siglo XX. Nikolái Korotkov inventó la técnica de la auscultación para la medición de la presión arterial. Los nombres Irvine H. Page, Donald D. Van Slyke, Harry Goldblatt, John Laragh y Jeremy B. Tuttle son prominentes en la literatura sobre la hipertensión, y su trabajo mejora la actual comprensión de las bases bioquímicas de la hipertensión esencial. Cushman y Ondetti desarrollaron una forma oral de un inhibidor de una enzima convertidora a partir de péptidos de veneno de serpiente y se les acredita con la síntesis exitosa del antihipertensivo captopril

## Factores de riesgo
Se conoce que hay factores que permiten modificar los valores de la tensión arterial en el caso de hipertensión esencial, como son: la disminución de la incidencia del tabaquismo, baja ingesta de potasio, exceso de masa corporal (más del 85% de los casos detectados se producen en población con un índice de masa corporal superior al 25), y exceso de consumo de alcohol.